# Raccord BSP
Pour les articles homonymes, voir BSP.
British Standard Pipe
 (novembre 2023).
Si vous disposez d'ouvrages ou d'articles de référence ou si vous connaissez des sites web de qualité traitant du thème abordé ici, merci de compléter l'article en donnant les références utiles à sa vérifiabilité et en les liant à la section « Notes et références ».
Le raccord BSP (en anglais : British Standard Pipe) est un type de raccord hydraulique. Il désigne en réalité la forme du filetage gaz et la façon dont l'étanchéité est faite. Dans le cas du BSPT, elle est assurée par un contact cône sur arête.
Les noms BSP et BSPT sont les sigles de British Standard Pipe thread et British Standard Pipe Taper thread,.

Partie mâle d'un raccord BSPP (British Standard Pipe Parallel).